# Стан
Стан — историческая территориальная, административно-территориальная единица на Руси, часть уезда или княжества (удела).
В разные века в понятие «стан» вкладывалось различное значение. Разделение земель на Руси началось ещё в далёкой древности, но первые письменные упоминания его устройства относятся ко времени правления княгини Ольги.
Исторически слово стан обозначало остановку в пути и всё устройство на этом месте, с повозками, скотом, шатрами или иными угодьями. Синонимы слова «стан» в этом значении —  становище, бивак, лагерь, табор. Князь, отправляясь в путь, чтобы собирать дань и вершить суд, делал по дороге несколько остановок в наиболее удобных местах. Эти остановки (станы) со временем стали центрами частей уезда или княжества, так же стали называться и сами эти части. Становые квартиры были временным пристанищем для князя или постоянным для его наместника, становщика, собирающего дань, которые назначались из жильцов.
Названия станов содержали в себе имена рек, сёл, деревень, первых или особенно известных управителей и др.. Например, стан Брагин Холм повторял название древнего города в Вяземском княжестве, Кацкий стан в Угличском княжестве был назван в честь реки Кадки.

## В XV—XVI веках
По мнению А. А. Горского, территориальное ядро того или иного княжества — городской уезд — изначально делился на станы и пути, тогда как термин «волость» с XIII—XIV веков применялся к сельским податным округам на окраинах княжеств. Помимо этого, волостями иногда называли частные земельные владения. Позже терминология стала неустойчивой: к примеру, Кинельский, Кистемский и некоторые другие станы в документах называются также волостями. Однако большинство волостей никогда не называется станами. Ю. Г. Алексеев полагал, что в XV—XVI веках стан в некоторых случаях состоял из нескольких волостей, в других — не делился на волости. По мере развития служилого землевладения становое деление замещало собой волостное путём поглощения и разрушения волостей. В новгородских пятинах становое деление возникло после введения губного управления в середине XVI века. Впоследствии станы были заменены полупятинами.
В наместничьих уставных грамотах XV и XVI веков станом называется место стоянки тиуна или доводчика, где сосредотачиваются кормы и производится суд. Административные центры волостей русского Севера в XVI—XVII веках также именовались станами.

## В XVII—XVIII веках
В XVII веке, согласно определению Ю. В. Готье, стан был совокупностью известного количества населенных местностей и пустошей, не объединенных какой-либо организацией. По большей части это были прежние волости, общинное устройство которых распалось с того времени, как они, вследствие раздач, перешли по частям в частное владение.
Иными словами, каждая волость в средневековой Руси рано или поздно приближалось к такому моменту своего существования, когда свободных общинных земель не оставалось совсем — всё оказывалось в руках феодалов: вотчинников или помещиков. Вместе с землёй к ним переходила и административно-судебная власть. В ведении крестьян, их сельских сходов, как правило, оставались раскладка податей или мелкий суд. Волость же превращалась в стан. Так, почти все волости Тверского уезда в XVII веке обрели статус станов.
В этот период стан мог включать в себя несколько волостей, а мог считаться административной единицей одного порядка с волостью. Комарицкая волость сама разделялась на станы. В XVII веке в Важском уезде станы были объединены в чети (четверти, четвертные правления), а в Устюжском уезде — в трети.
И. К. Кирилов видел ближайший аналог стану в кирхшпиле, однако указывал, что «в киршпеле одна церковь с своим приходом, а в стану бывает до пятидесяти и болше». Французским аналогом стана считался кантон(фр. canton), волости же соответствовал домен (фр. domaine).

## В XIX—XX веке
С начала XIX века стан — административно-полицейская единица в составе уезда. Известен Указ Московскому военному губернатору от 1 декабря 1806 года «О градской и земской полиции, разделениях последней на станы и становых приставов», в котором впервые официально вводится новое понятие этого слова. Стан управлялся становым приставом, с 1878 года делился на уряднические участки. В становых сёлах располагались также призывные участки. Эта структура существовала параллельно с гражданским (волости) и церковным (приходы), административным делением. Обычно в уезде было по два-три полицейских стана, хотя Московский уезд, согласно упомянутому указу, предписывалось разделить на шесть станов.
Число и пространство станов, изменение их границ, на которые разделялся уезд в России, определялся сообразно с обширностью его территории, населением, другими местными обстоятельствами и родом и количеством возникающих дел, подлежащих ведению уездной полиции в стане. Изменение в числе станов уезда делалось губернатором, по истребовании сведений и соображений от уездного полицейского управления, но не иначе как с Высочайшего разрешения, испрашиваемого через Министра внутренних дел империи.